# 2. Baseball-Bundesliga 2017
Die 2. Baseball-Bundesliga 2017 war die erste Saison nach einer umfassenden Ligareform, bei der die 2. Bundesliga mit den Regionalligen vereint wurde. Dadurch erhöhte sich die Zahl der Mannschaften von 16 auf 42 und die beiden Divisionen Nord und Süd wurden in jeweils drei Gruppen unterteilt. Aufgrund geographischer Gesichtspunkte hatten die neuen Gruppen zwischen fünf und neun Mannschaften.
Gruppen mit sieben oder mehr Team spielten in einer Hin- und Rückrunde je einen Double Header mit einem Spiel über neun und einem über sieben Innings aus. Da sie weniger als sieben Teams hat, spielte die Gruppe Nordost eine zusätzliche „Hinrunde“ aus. Von den bestplatzierten aufstiegsberechtigten Mannschaften der Gruppen einer Division bestimmten die aufstiegsinteressierten in Play-offs jeweils einen Aufsteiger.

## Teilnehmer
Folgende 42 Teams nahmen, getrennt in die beiden Divisionen Nord und Süd, an der Saison 2017 teil. Da ihre Plätze nicht den Anforderungen für die 2. Bundesliga genügten, trugen die Hünstetten Storm ihre Heimspiele in Mainz aus und die Kaiserslautern Bears traten immer auswärts an.
| Division Nord | Division Nord            | Division Nord | Division Nord      | Division Nord | Division Nord              |
| Nordwest      | Nordwest                 | Nord          | Nord               | Nordost       | Nordost                    |
| ------------- | ------------------------ | ------------- | ------------------ | ------------- | -------------------------- |
|               | Bonn Capitals 2          |               | Bremen Dockers     |               | Berlin Flamingos           |
|               | Cologne Cardinals 2      |               | Hamburg Knights    |               | Berlin Sluggers            |
|               | Hagen Chipmunks          |               | Hamburg Marines    |               | Braunschweig Spot Up 89ers |
|               | Neunkirchen Nightmares   |               | Hamburg Stealers 2 |               | Hannover Regents           |
|               | Paderborn Untouchables 2 |               | Holm Westend 69ers |               | Leipzig Wallbreakers       |
|               | Ratingen Goose Necks     |               | Kiel Seahawks      |               |                            |
|               | Wesseling Vermins        |               | Lüneburg Woodlarks |               |                            |

| Division Süd | Division Süd          | Division Süd | Division Süd            | Division Süd | Division Süd           |
| Südwest      | Südwest               | Süd          | Süd                     | Südost       | Südost                 |
| ------------ | --------------------- | ------------ | ----------------------- | ------------ | ---------------------- |
|              | Bad Homburg Hornets 2 |              | Heidenheim Heideköpfe 2 |              | Laufer Wölfe           |
|              | Darmstadt Whippets    |              | Herrenberg Wanderers    |              | Fürth Pirates          |
|              | Frankfurt Eagles      |              | Karlsruhe Cougars       |              | Buchbinder Legionäre 2 |
|              | Heidelberg Hedgehogs  |              | Neuenburg Atomics       |              | Ingolstadt Schanzer    |
|              | Hünstetten Storm      |              | Stuttgart Reds 2        |              | Deggendorf Dragons     |
|              | Kaiserslautern Bears  |              | Tübingen Hawks          |              | Freising Grizzlies     |
|              | Mainz Athletics 2     |              | Ulm Falcons             |              | Haar Disciples 2       |
|              |                       |              |                         |              | München Caribes        |
|              |                       |              |                         |              | Gauting Indians        |

## Reguläre Saison

### 2. Bundesliga Nord
| Pl | Team                     | W  | L  | Pct   | GB |
| -- | ------------------------ | -- | -- | ----- | -- |
| 1  | Bonn Capitals 2          | 17 | 7  | 0.708 | 0  |
| 2  | Neunkirchen Nightmares   | 15 | 9  | 0.625 | 2  |
| 3  | Ratingen Goose Necks     | 13 | 11 | 0.542 | 4  |
| 4  | Untouchables Paderborn 2 | 12 | 12 | 0.500 | 5  |
| 5  | Cologne Cardinals 2      | 11 | 13 | 0.458 | 6  |
| 6  | Wesseling Vermins        | 10 | 14 | 0.417 | 7  |
| 7  | Hagen Chipmunks          | 6  | 18 | 0.250 | 11 |

| Pl | Team               | W  | L  | Pct   | GB |
| -- | ------------------ | -- | -- | ----- | -- |
| 1  | Bremen Dockers     | 22 | 2  | 0.917 | 0  |
| 2  | Kiel Seahawks      | 19 | 5  | 0.792 | 3  |
| 3  | Hamburg Stealers 2 | 11 | 13 | 0.458 | 11 |
| 4  | Hamburg Knights    | 11 | 13 | 0.458 | 11 |
| 5  | Hamburg Marines    | 10 | 14 | 0.417 | 12 |
| 6  | Holm Westend 69ers | 9  | 15 | 0.375 | 13 |
| 7  | Lüneburg Woodlarks | 2  | 22 | 0.083 | 20 |

| Pl | Team                       | W  | L  | Pct   | GB |
| -- | -------------------------- | -- | -- | ----- | -- |
| 1  | Berlin Flamingos           | 18 | 6  | 0.750 | 0  |
| 2  | Hannover Regents           | 15 | 9  | 0.625 | 3  |
| 3  | Berlin Sluggers            | 15 | 9  | 0.625 | 3  |
| 4  | Leipzig Wallbreakers       | 6  | 18 | 0.250 | 12 |
| 5  | Braunschweig Spot Up 89ers | 6  | 18 | 0.250 | 12 |

Die Stealers gewannen den direkten Vergleich gegen die Knights mit 3:1, die Regents gegen die Sluggers mit 4:2. Die Wallbreakers hatte im Vergleich mit den 89ers die bessere Team-Quality-Balance.

### 2. Bundesliga Süd
| Pl | Team                  | W  | L  | Pct   | GB |
| -- | --------------------- | -- | -- | ----- | -- |
| 1  | Darmstadt Whippets    | 18 | 6  | 0.750 | 0  |
| 2  | Hünstetten Storm      | 18 | 6  | 0.750 | 0  |
| 3  | Heidelberg Hedgehogs  | 17 | 7  | 0.708 | 1  |
| 4  | Mainz Athletics 2     | 11 | 13 | 0.458 | 7  |
| 5  | Frankfurt 1860        | 10 | 14 | 0.417 | 8  |
| 6  | Bad Homburg Hornets 2 | 7  | 17 | 0.292 | 11 |
| 7  | Kaiserslautern Bears  | 3  | 21 | 0.125 | 15 |

| Pl | Team                    | W  | L  | Pct   | GB |
| -- | ----------------------- | -- | -- | ----- | -- |
| 1  | Neuenburg Atomics       | 23 | 1  | 0.958 | 0  |
| 2  | Tübingen Hawks          | 16 | 8  | 0.667 | 7  |
| 3  | Stuttgart Reds 2        | 16 | 8  | 0.667 | 7  |
| 4  | Ulm Falcons             | 12 | 12 | 0.500 | 11 |
| 5  | Heidenheim Heideköpfe 2 | 12 | 12 | 0.500 | 11 |
| 6  | Herrenberg Wanderers    | 3  | 21 | 0.125 | 20 |
| 7  | Karlsruhe Cougars       | 2  | 22 | 0.083 | 21 |

| Pl | Team                   | W  | L  | Pct   | GB |
| -- | ---------------------- | -- | -- | ----- | -- |
| 1  | Haar Disciples 2       | 24 | 8  | 0.750 | 0  |
| 2  | Buchbinder Legionäre 2 | 20 | 12 | 0.625 | 4  |
| 3  | München Caribes        | 18 | 14 | 0.563 | 6  |
| 4  | Gauting Indians        | 17 | 15 | 0.531 | 7  |
| 5  | Deggendorf Dragons     | 17 | 15 | 0.531 | 7  |
| 6  | Ingolstadt Schanzer    | 16 | 16 | 0.500 | 8  |
| 7  | Laufer Wölfe           | 14 | 18 | 0.438 | 10 |
| 8  | Freising Grizzlies     | 12 | 20 | 0.375 | 12 |
| 9  | Fürth Pirates          | 6  | 26 | 0.188 | 18 |

Darmstadt hatte im Vergleich mit Hünstetten die bessere Team-Quality-Balance, ebenso Tübingen im Vergleich mit Stuttgart und Ulm mit Heidenheim. Gauting gewann den direkten Vergleich mit Deggendorf mit 3:1.

## Aufsteiger

### Nord
In der Gruppe Nordwest waren Bonn und Paderborn nicht aufstiegsberechtigt, weshalb Neunkirchen als Drittplatzierter das Aufstiegsrecht erhielt. Somit spielten Neunkirchen, die Bremen Dockers als Erstplatzierter der Gruppe Nord und die Berlin Flamingos als  Erstplatzierter der Gruppe Nordost in einer Dreiergruppe um den Aufstieg. Dabei spielte jedes Team gegen die anderen beiden einen Doubleheader über je 9 Innings, wobei jedes Team einmal zu Hause und einmal auswärts antrat. Der Erstplatzierte dieser Gruppe stieg direkt auf, der Zweitplatzierte spielte die Relegation gegen den Letztplatzierten der Play-downs der 1. Bundesliga Nord.
| Pl | Team                   | W | L | Pct  | GB |
| -- | ---------------------- | - | - | ---- | -- |
| 1  | Berlin Flamingos       | 3 | 1 | .750 | 0  |
| 2  | Bremen Dockers         | 2 | 2 | .500 | 1  |
| 3  | Neunkirchen Nightmares | 1 | 3 | .250 | 2  |

Die Partien zwischen Berlin und Bremen wurden beide 9:0 für Berlin gewertet, da Bremen einen nicht spielberechtigten Spieler einsetzte.

#### Relegation
Zeitraum: 30. September – 8. Oktober 2017
|  | S7  | Dortmund Wanderers | 24 | 2 | 1 |  |
|  | PO2 | Bremen Dockers     | 0  | 3 | 6 |  |

Somit stieg Bremen in die 1. Bundesliga Nord auf, Dortmund in die 2. Bundesliga Nord ab.

### Süd
In der Gruppe Südwest verzichteten Darmstadt, Hünstetten und Heidelberg auf das Aufstiegsrecht, in der Gruppe Südost waren Regensburg und Haar nicht aufstiegsberechtigt, Gauting verzichtete. In der Gruppe Süd nahmen Neuenburg und Tübingen das Aufstiegsrecht nicht wahr, Stuttgart war nicht aufstiegsberechtigt. Somit stieg Ulm in die 1. Bundesliga Süd auf.